# Jannik Pohl
Jannik Holmsgaard Pohl (Hjørring, 6 april 1996) is een Deens voetballer die doorgaans speelt als spits. In februari 2025 verliet hij Phönix Lübeck.

## Clubcarrière
Pohl speelde in de jeugd van Hundelev Boldklub en FC Hjørring, alvorens hij in 2011 terechtkwam in de opleiding van Aalborg BK. Zijn debuut in het eerste elftal maakte hij op 1 april 2016, toen door een doelpunt van Thomas Enevoldsen met 1–0 gewonnen werd van FC Nordsjælland. In deze wedstrijd mocht hij van coach Lars Søndergaard negen minuten voor tijd invallen voor Enevoldsen. Pohl maakte vervolgens op 29 mei 2016 zijn eerste doelpunt in het eerste elftal, op bezoek bij Odense BK. De spits mocht dat duel in de basis beginnen en hij opende al in de eerste minuut de score. Hij zag teamgenoot Kasper Risgård hierna de voorsprong verdubbelen, maar door doelpunten van Frederik Tingager, Anders Jacobsen en Azer Bušuladžić in de tweede helft won Odense met 3–2.
In de zomer van 2018 maakte Pohl de overstap naar FC Groningen, waar hij zijn handtekening zette onder een verbintenis voor de duur van drie seizoenen. Zijn debuut voor Groningen maakte de Deen op 2 september 2018, toen hij tegen PEC Zwolle van coach Danny Buijs negen minuten na rust in mocht vallen voor Mateo Cassierra. Door een treffer van Vito van Crooij werd met 0–1 verloren. Tijdens zijn zesde optreden voor de club scoorde hij voor het eerst. Na ingevallen te zijn voor Mimoun Mahi maakte hij het laatste doelpunt van de wedstrijd tegen Excelsior. Hierna zou hij nog maar één duel spelen en daarna gaf Buijs hem geen speeltijd meer.
Medio 2019 huurde AC Horsens de spits voor een half seizoen. Na afloop van deze verhuurperiode besloten FC Groningen en Pohl uit elkaar te gaan. Hierop tekende hij een contract tot het einde van 2021 bij AC Horsens. Na afloop van dit contract vertrok hij. Pohl vervolgde in maart 2022 zijn loopbaan op IJsland bij Fram Reykjavík. In februari 2025 werd Phönix Lübeck zijn nieuwe club. Hij raakte al snel geblesseerd, waardoor zijn contract nog dezelfde maand werd opgezegd.

## Clubstatistieken
| Seizoen | Club           | Competitie   | Competitie | Competitie | Beker | Beker | Internationaal | Internationaal | Totaal | Totaal |
| Seizoen | Club           | Competitie   | Wed.       | Dlp.       | Wed.  | Dlp.  | Wed.           | Dlp.           | Wed.   | Dlp.   |
| ------- | -------------- | ------------ | ---------- | ---------- | ----- | ----- | -------------- | -------------- | ------ | ------ |
| 2015/16 | Aalborg BK     | Superligaen  | 7          | 1          | 3     | 0     | —              | —              | 10     | 1      |
| 2016/17 | Aalborg BK     | Superligaen  | 19         | 1          | 1     | 0     | —              | —              | 20     | 1      |
| 2017/18 | Aalborg BK     | Superligaen  | 32         | 8          | 2     | 0     | —              | —              | 34     | 8      |
| 2018/19 | Aalborg BK     | Superligaen  | 6          | 1          | 0     | 0     | —              | —              | 6      | 1      |
| 2018/19 | FC Groningen   | Eredivisie   | 7          | 1          | 1     | 0     | —              | —              | 8      | 1      |
| 2019/20 | → AC Horsens   | Superligaen  | 8          | 0          | 0     | 0     | —              | —              | 8      | 0      |
| 2019/20 | AC Horsens     | Superligaen  | 2          | 0          | 0     | 0     | —              | —              | 2      | 0      |
| 2020/21 | AC Horsens     | Superligaen  | 11         | 3          | 0     | 0     | —              | —              | 11     | 3      |
| 2021/22 | AC Horsens     | Superligaen  | 9          | 0          | 3     | 2     | —              | —              | 12     | 2      |
| 2022    | Fram Reykjavík | Úrvalsdeild  | 19         | 8          | 2     | 1     | —              | —              | 21     | 9      |
| 2023    | Fram Reykjavík | Úrvalsdeild  | 8          | 2          | 0     | 0     | —              | —              | 8      | 2      |
| 2024    | Fram Reykjavík | Úrvalsdeild  | 4          | 0          | 0     | 0     | —              | —              | 4      | 0      |
| 2024/25 | Phönix Lübeck  | Regionalliga | 1          | 0          | 0     | 0     | —              | —              | 1      | 0      |
| Totaal  | Totaal         | Totaal       | 133        | 25         | 12    | 3     | 0              | 0              | 145    | 28     |

Bijgewerkt op 12 maart 2025.